# Carles Soler Perdigó
Carles Soler Perdigó (ur. 12 września 1932 w Barcelonie, zm. 9 grudnia 2023) – hiszpański duchowny katolicki, biskup diecezji Girona w latach 2001-2008.

## Życiorys
Wstąpił do seminarium duchownego w Barcelonie. W 1972 uzyskał tytuł licencjata z prawa kanonicznego na Papieskim Uniwersytecie Gregoriańskim w Rzymie.
Święcenia kapłańskie przyjął 19 marca 1960. Pełnił funkcje m.in. prorektora (1964-1967) i rektora niższego seminarium w Barcelonie (1967-1970), sekretarza generalnego Sądu Kościelnego (1973- 1974), sędziego kościelnego (1975-1990),
proboszcza parafii św. Piusa X w Barcelonie (1985-1991) oraz wikariusza generalnego (1987-1991).

### Episkopat
16 lipca 1991 został mianowany przez papieża Jana Pawła II biskupem pomocniczym archidiecezji barcelońskiej ze stolicą tytularną Pandosia. Sakry biskupiej udzielił mu 22 września tegoż roku ówczesny arcybiskup Barcelony, Ricardo María Carles Gordó.
30 października 2001 został prekonizowany biskupem diecezji Girona. Ingres do tamtejszej katedry odbył 16 grudnia tegoż roku.
16 lipca 2008 przeszedł na emeryturę.